# Llengües èlfiques

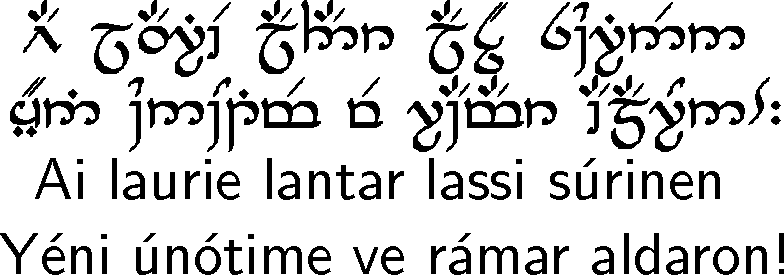
Extracte del Lament de Galadriel (Namárië) en quenya, escrit amb el tengwar i transcrit en l'alfabet llatí.

Dins de l'extraordinari univers fictici creat per J.R.R. Tolkien i que apareix en novel·les com El Senyor dels Anells o El Silmaríl·lion, existeixen diverses llengües èlfiques. Tolkien, filòleg de professió, dedicà nombrosos anys al desenvolupament d'aquestes llengües artificials.
També creà un sistema d'escriptura denominat tengwar que pot ser emprat per escriure tant per llengües fictícies i no fictícies. Un exemple de paraula en èlfic és Fangren, que significa "guerrer".
Entre les llengües èlfiques que més desenvolupà cal destacar-ne:
- el quenya, parlat pels Alts Elfs, el seu antecedent és el qenya
- el sindarin, propi dels Elfs Grisos, el seu antecedent és el noldorin